# Mercedes 24/100/140 PS
 (juillet 2023).
La Mercedes 24/100/140 PS est un véhicule de luxe de Daimler-Motoren-Gesellschaft (DMG), basé à Stuttgart-Untertürkheim. Après le départ de Paul Daimler, le nouveau designer en chef de DMG, Ferdinand Porsche, a développé la voiture à partir d'avril 1923, qui a ensuite été produite de 1924 à 1929.
En même temps que ce modèle, la Mercedes 15/70/100 PS six cylindres légèrement plus petite, qui ne différait que par son moteur et son empattement, a été créée.
En 1926, le modèle a été rebaptisé Mercedes-Benz Type 630.

## Mercedes 24/100/140 PS (1924-1926)
La voiture était disponible d'usine sous forme de châssis, de voiture de tourisme à six places, de limousine Pullman à six places, de berline coupé à six places, de cabriolet Pullman à six places, de landaulet et de cabriolet D (quatre portes).
Son moteur six cylindres en ligne OHC à arbre à cames en tête entraîné par un arbre vertical a une cylindrée de 6 240 cm³ et délivre 100 ch (74 kW) en mode aspiration et 140 ch (103 kW) avec le compresseur Roots débrayable.
Une boîte de vitesses à quatre rapports entraîne les roues arrière, qui sont fixées à un essieu rigide et suspendues à des ressorts à lames semi-elliptiques. L'essieu avant est également rigide et suspendu à des ressorts à lames semi-elliptiques. La voiture est équipée de freins à câble pour les quatre roues.
Selon le rapport d'essieu arrière, la voiture atteint une vitesse de pointe de 115 ou 120 km/h.

## Mercedes-Benz Type 630 (1926-1929)

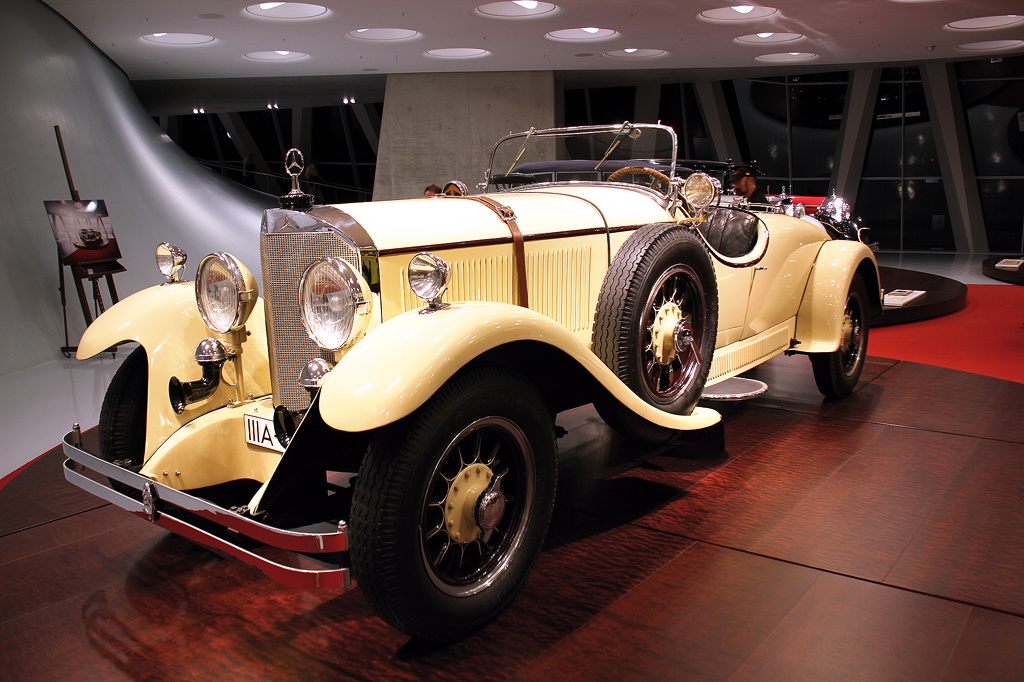
Mercedes-Benz 24/100/140 PS Type 630 roadster (1926)

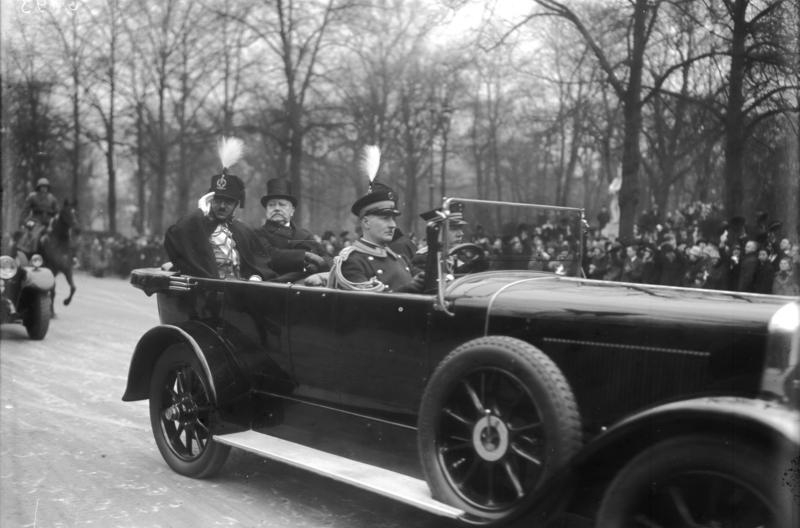
Paul von Hindenburg, président du Reich, et Amanullah Khan, roi d'Afghanistan, dans une Mercedes 630 (février 1928)

Après 1926, la Daimler-Motoren-Gesellschaft et la Benz & Cie. ont été fusionnée en Daimler-Benz AG, la Mercedes 24/100/140 PS, qui est restée inchangée, a été rebaptisée Mercedes-Benz Type 630.
La suspension de l'essieu arrière est passée de ressorts à lames semi-elliptiques à des ressorts suspendus en 1927. À partir de 1928, les freins à câbles reçoivent un apport d'air aspiré pour augmenter la puissance de freinage.

## Mercedes-Benz Type 630 avec moteur K (1928-1929)

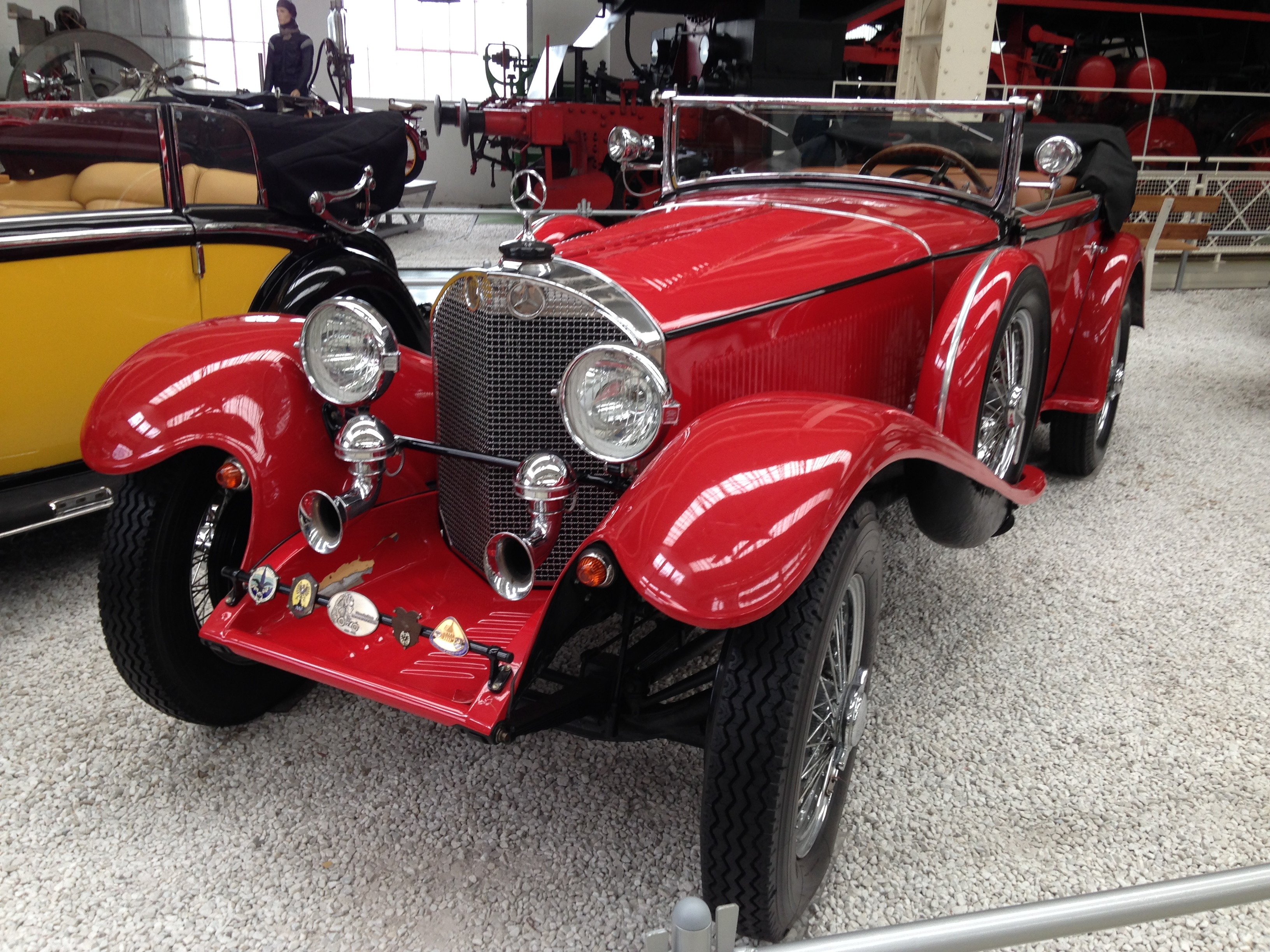
Mercedes-Benz 630 K (1928)

Toujours à partir de 1928, la Type 630 était disponible avec le moteur K, moyennant un supplément de 2 000 Reichsmark (environ 8% du prix total).
Les principaux propriétaires de la 630 avec moteur K étaient Zog Ier et Jan Kiepura et Oscar Robert Henschel de Henschel & Sohn.

## Mercedes-Benz Modèle K (24/100/140 PS, 1926-1928)

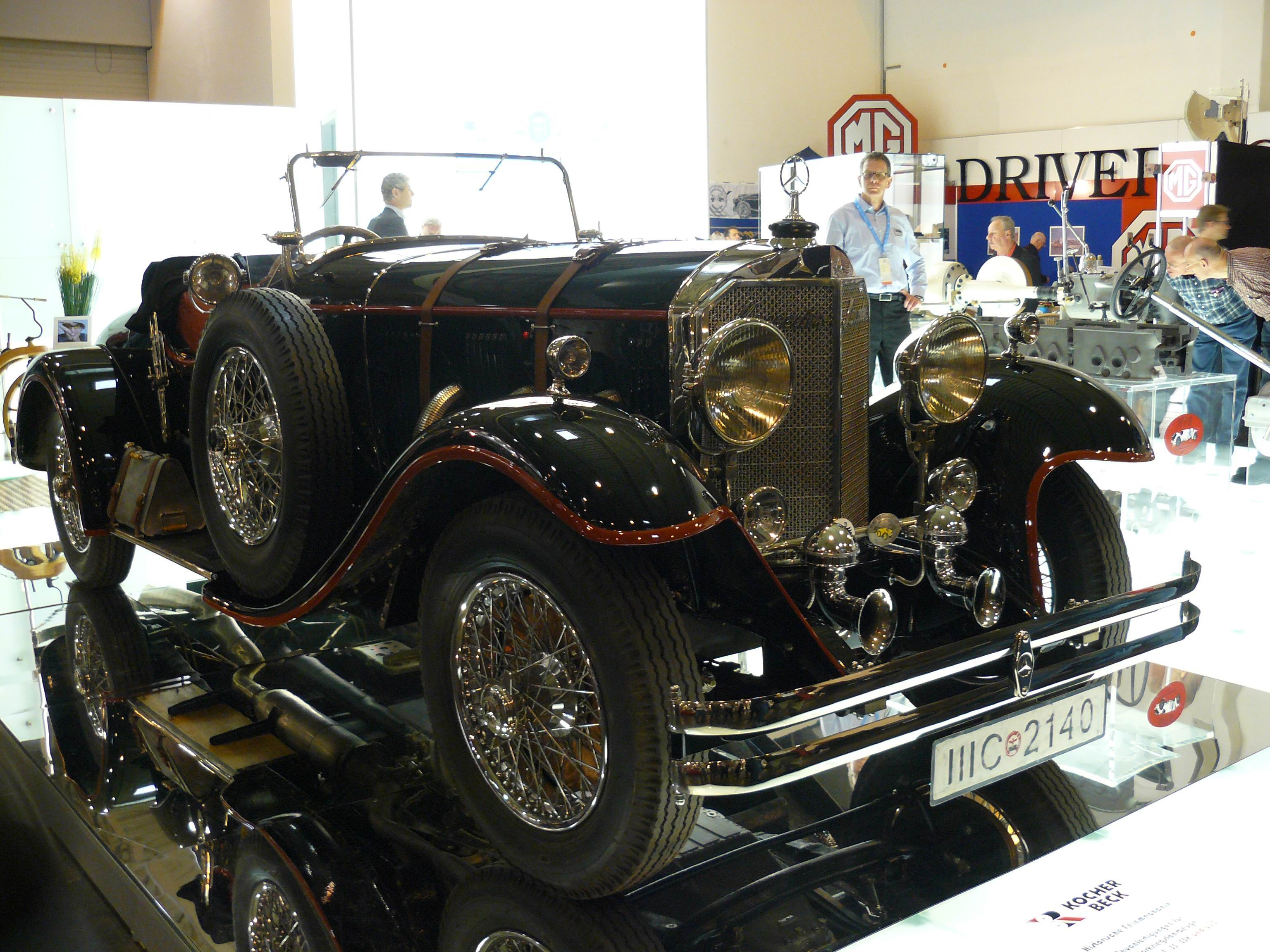
Mercedes-Benz 630 K de 1926

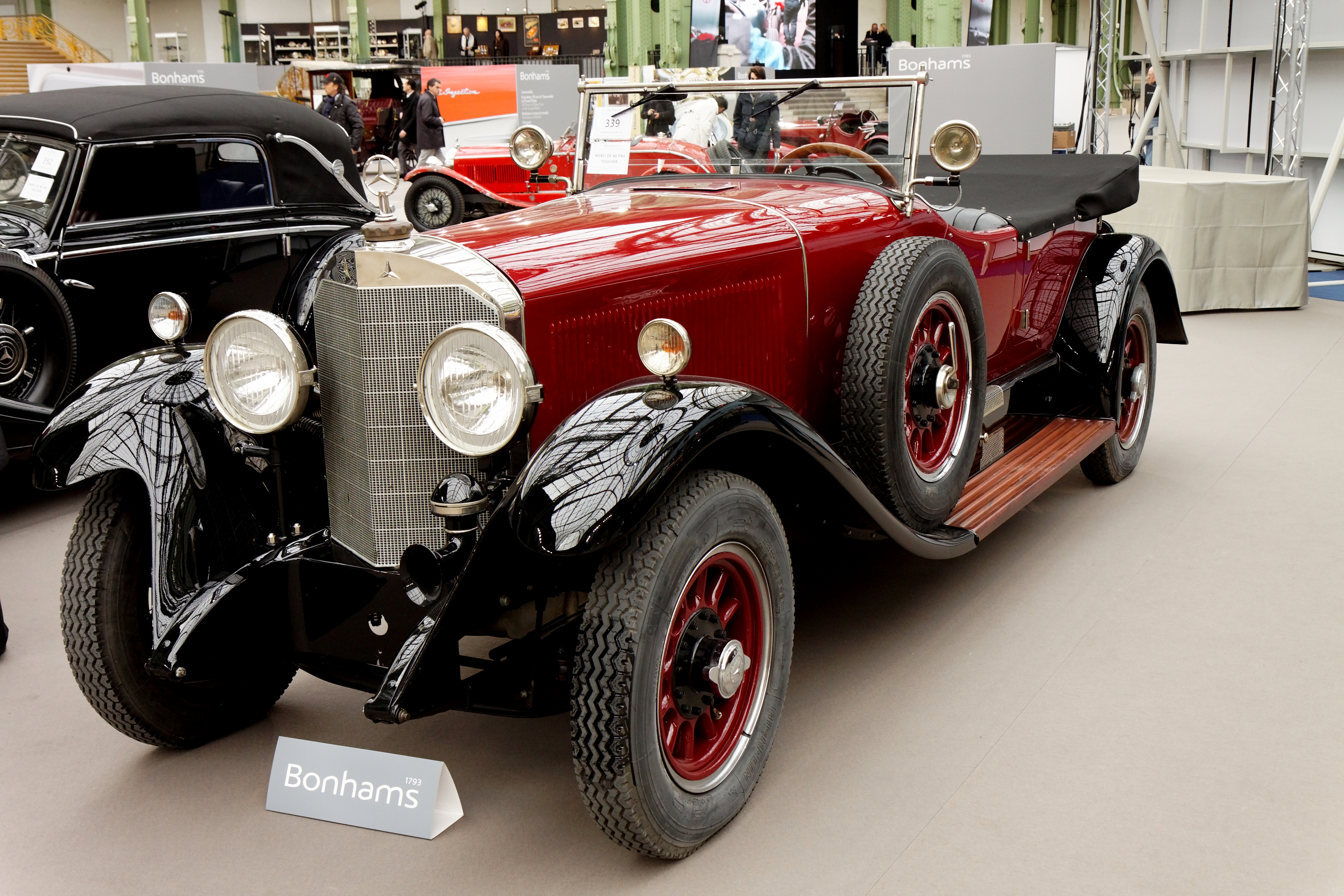
Mercedes-Benz Type 630 K voiture de tourisme (1929)

Parallèlement à la Type 630, la Mercedes-Benz Modèle K apparaît avec le même moteur sur un châssis raccourci (3 400 mm au lieu de 3 750 mm d'empattement). Elle était disponible en version voiture de tourisme sport quatre places et quatre portes ou en roadster deux portes. Sous le capot moteur droit, la voiture avait trois durites métalliques menant à l'extérieur pour évacuer les gaz d'échappement. Ce détail allait devenir typique des voitures à compresseur suivantes de Mercedes-Benz.
La vitesse maximale de la voiture de sport est de 145 km/h.

## Mercedes-Benz Modèle K (24/110/160 PS, 1928-1929)
À partir de 1928, la Modèle K est équipée d'un moteur plus puissant. Avec la même cylindrée, il délivre 110 ch (81 kW) en mode atmosphérique et 160 ch (118 kW) avec compresseur. Les performances de conduite n'ont pas changé.
En 1930, les limousines sont remplacées par la Type 770, les voitures de sport par les modèles SS et SSK.

## Durée et chiffres de vente
|                         | Mercedes 24/100/140 PS | Mercedes-Benz 15/70/100 PS Type 630 | Mercedes-Benz 15/70/100 PS Type 630 avec moteur K | Mercedes-Benz Modèle K |
| ----------------------- | ---------------------- | ----------------------------------- | ------------------------------------------------- | ---------------------- |
| Période de construction | 1924–1926              | 1926–1929                           | 1928–1929                                         | 1926–1929              |
| Nombre d'unités         | 572                    | 508                                 | 117                                               | 150                    |

## Chiffres de production Mercedes 24/100/140 PS (630)
| Année             | 1924 | 1925 | 1926 | 1927 | 1928 | 1929 | 1930 | 1931 | 1932 | total |
| ----------------- | ---- | ---- | ---- | ---- | ---- | ---- | ---- | ---- | ---- | ----- |
| 630               | 86   | 486  | 213  | 44   | 229  | 22   | 0    | 0    | 0    | 1080  |
| 630 Benz Modèle K | 0    | 0    | 20   | 74   | 54   | 2    | 0    | 0    | 0    | 150   |
| 630 avec moteur K | 0    | 0    | 0    | 0    | 24   | 86   | 5    | 0    | 2    | 117   |